# Buulmolen
De Buulmolen is een windmolen in de Antwerpse plaats Olen, gelegen aan de Industrielaan.
Het betreft een standerdmolen met gesloten voet die fungeerde als korenmolen.

## Geschiedenis
In 1362 werd voor het eerst melding gemaakt van de Buulmolen door de Abdij van Tongerlo (iuxta molendinum de bule, ofwel: naast de molen van Buul). De molen werd genoemd naar het gehucht Hoogbuul.
De molen behoorde aan de heren van Wezemaal en aan de familie De Merode te Westerlo. In 1744 werd de molen door brand getroffen. De molen werd herbouwd en was in 1745 weer in gebruik. In 1850 werd de molen, na het overlijden van Henri de Merode, verkocht aan een particulier.
In 1936 werd de molen onteigend, aangezien het Albertkanaal werd gegraven. In 1937 werd de molen ontmanteld en geschonken aan de stad Antwerpen, waar hij werd herbouwd op het Noordkasteel als Molen van het Noordkasteel. Door havenuitbreiding moest de molen over 400 meter worden verplaatst en van 1973-1975 werd de molen elders op het fort herbouwd en wel bovenop een voormalige geschutskoepel. Doordat het kruiwerk daar moest worden vastgezet, kon de molen niet meer in de wind worden gezet en draaien en raakte daardoor in verval. In 1992 werd de molen beschermd, om in 1996 weer aan de gemeente Olen te worden geschonken. Van 2002-2003 werd de molen daar herbouwd. Veel onderdelen van de molen konden niet meer worden hergebruikt, en de molen kreeg, met nieuwe onderdelen, zijn 18e-eeuwse aanzicht terug.

## Gebouw
Het betreft een standerdmolen met gesloten voet. Hij heeft twee zolders: de meelzolder en de steenzolder. Op de steenzolder staan twee maalvaardige steenkoppels.